# Box Office Mojo
Box Office Mojo是一个以系统化、算法化方式追踪票房收入的网站。该网站由布兰登·格雷（Brandon Gray）于1998年创立，2008年被亚马逊公司旗下的IMDb收购。

## 历史
布兰登·格雷于1998年8月7日创办了Box Office Mojo，该网站对下个周末美国收入最高的10部电影进行预测。为了将自己的预测与实际结果进行对比，格雷开始公布周末的总票房，并定期写专栏，进行票房分析，1999年，他开始公布周五每天的票房总收入，来源是票房统计机构北美院线联盟（Exhibitor Relations），这样周六就可以在网上免费公开，并在周日公布周日的周末估算。